# Arnače
Arnače so vaško naselje v Občini Velenje. V središču razložene vasi stojijo stara in nova šola, kakor tudi Cerkev svetega Tilna z župniščem. Cerkev je prvič omenjena leta 1261. Arnače so tako središče župnije Šentilj pri Velenju.